# Alfonso Albéniz
Alfonso Albéniz Jordana (Barcelona; 1 de enero de 1886-Estoril, Portugal; 27 de septiembre de 1941), fue un futbolista y diplomático español, hijo del compositor Isaac Albéniz. Creador y primer presidente del Comité de Árbitros, fue el primer jugador que pasó del Foot-ball Club Barcelona al Madrid Foot-ball Club, tras trasladarse a la capital por temas de estudios. Llegó a ser directivo del club madrileño e incluso un destacado jugador de rugby en Francia.
Fue tío-abuelo segundo de Alberto Ruiz-Gallardón (alcalde de Madrid entre 2003 y 2011) y abuelo de Cécilia Attias, exmujer de Nicolas Sarkozy (presidente francés entre 2007 y 2012).

## Trayectoria
Nacido en Barcelona, fue el primogénito del matrimonio formado por el compositor Isaac Albéniz y Rosina Jordana Lagarriga. En su ilustre familia destacó también su hermana Laura Albéniz, reconocida pintora e ilustradora.
Iniciado en el foot-ball en Londres, Inglaterra, donde los Albéniz se establecieron debido a las interpretaciones de su padre, al que en numerosas ocasiones llevó a París, Francia, en donde Alfonso practicó también el rugby. Acuciado su padre de problemas de salud retornan a España, y es ahí cuando se enrola en las filas del Foot-ball Club Barcelona, en el año 1901. Aún sin competiciones oficiales a nivel nacional, disputa cinco encuentros de la segunda edición del Torneo del Hispania Athletic Club-Copa Alfonso Macaya, que logran vencer los barcelonistas y en el que Albéniz sumó dos tantos. Participó también en los dos encuentros que los barcelonistas disputaron en el Concurso Madrid de Foot-ball Association —conocido popularmente como Copa de la Coronación—.
Si bien se indica que fue el primer «tránsfuga» en recalar en el Madrid Foot-ball Club, lo cierto es que no existen referencias de sus partidos en el club capitalino hasta el año 1911, y por apenas una temporada, momento en el que comienza en el arbitraje. Es posible que vez finalizada el torneo nacional en el mes de mayo organizado por los madridistas, recalase en la capital por motivos de estudio, como así consta en las crónicas, pero debido a dichos quehaceres estuviera más enfocado en labores directivas sin apenas participar como jugador. Cabe destacar que durante su etapa en Barcelona era integrante del equipo reserva, si bien los partidos indicados los disputó con el primer equipo debido a las bajas de algunos de sus integrantes, y puede que fuera también el caso con el equipo madrileño. Sea como fuere parece que se desligó del club en 1912, y se le indica en las reseñas de su trayectoria como uno de los que llegó a conformar su junta directiva, de nuevo desconociéndose los años. Como futbolista del club —en aquella época inmerso en ambiciosos proyectos de expansión internacional e institucional que le permitan continuar con su crecimiento— hay reseña de un único partido amistoso celebrado a finales de 1912, en la inauguración del Estadio de O'Donnell con un partido frente al Sporting Club de Irún perteneciente a la Copa Excelsior y que terminó en empate.
Hay referencias de que en la temporada 1906-07 disputa un encuentro amistoso con el F. C. Barcelona, por lo que es posible que desligado de la vida deportiva, aprovechara concisos momentos para su práctica de manera extraoficial. Sin saber el motivo de aquel partido reseñado, las crónicas de su trayectoria señalan a 1902 como el año en el que se enroló en el club madrileño, si bien como se ha indicado no consta más que un partido en 1911, pudiendo sí ser parte de su sociedad y junta directiva durante el período entre 1902 y 1912 y simplemente figurar como jugador prestado para esa cita —una práctica muy habitual en la época entre los distintos clubes, quizá fruto de un viaje de Albéniz a su Barcelona natal—. Se constata que años después, alrededor de 1915 figura como integrante del Stadium de Madrid, sin saber más datos.
Enfocado en su vida laboral, fue diplomático de España en la Sociedad de Naciones. Trasladado en sus últimos años de vida a Estoril, Portugal, aquejado de hipertensión, falleció en 1941.